# Lac Burton
Lac Burton är en sjö i Kanada.   Den ligger i regionen Nord-du-Québec i provinsen Québec, i den östra delen av landet, 1 100 km norr om huvudstaden Ottawa. Lac Burton ligger 66 meter över havet. Arean är 232 kvadratkilometer. Den sträcker sig 15,7 kilometer i nord-sydlig riktning, och 43,7 kilometer i öst-västlig riktning.
Trakten runt Lac Burton är nära nog obefolkad, med mindre än två invånare per kvadratkilometer.